# 이동경
이동경(李東炅, 1997년 9월 20일 ~ )은 대한민국의 축구 선수로, 포지션은 공격형 미드필더, 오른쪽 윙어, 중앙 미드필더이며, 울산 HD 소속으로 현재 김천 상무로 군 복무 중이다.

## 구단 경력
울산 현대의 유스팀이었던 현대고등학교를 졸업하고, 홍익대학교에 진학했다.
2018 시즌을 앞두고 울산 현대의 우선지명으로 입단했다. 2018 시즌 여름 이적 시장을 통해 K리그2의 FC 안양에 임대되었다.
2019 시즌을 앞두고 원 소속팀인 울산에 복귀했으며, 2019 시즌 울산의 첫 경기였던 AFC 챔피언스리그 2019 예선 플레이오프 페락 FA와의 경기에서 후반 25분 프로 데뷔골을 기록했다. K리그에서 25경기 3골 2도움을 기록했다. 시즌 종료 이후 밴쿠버 화이트캡스와의 이적설이 불거졌지만 울산에 잔류하게 되었다.
그 후, 2020 시즌 중에는 9월 대구 FC전에서는 후반 17분 교체 투입됐다가 21분 만에 다시 교체 아웃되는 수모를 겪었다. 그 후, 포르투갈 리그의 보아비스타 FC 입단이 유력했으나 결국 무산되었으며, 카타르 도하에서 열리는 ACL 경기를 준비하기 위해 울산 선수단에 합류한 뒤 훈련하다가 왼쪽 무릎 인대 부상을 당해 한 경기도 뛰지 못한 채 귀국하였다.
2021 시즌을 앞두고, 울산과 2023년까지 2년 재계약을 맺었다.
2021-22시즌 겨울 이적 시장을 통해 2. 분데스리가의 샬케 04로 임대 이적하였다.
2022년 6월 10일 샬케 04와 임대 연장 계약을 맺었다.
9월 1일 샬케 04와 임대 계약 해지 후 FC 한자 로스토크로 임대 이적하였다. 2023년 6월 16일 FC 한자 로스토크와의 임대 계약이 끝난 후 울산으로 복귀하였다.
올림픽 동기 이동준 등과 함께 국군체육부대에 지원했고, 2024년 3월 28일에 합격하여 김천 상무 FC에 입대하게 됐다.

## 국가대표팀 경력
2019년 9월 A매치를 앞두고 대한민국 축구 국가대표팀 명단에 포함되었다. 2019년 9월 5일 열린 조지아와의 경기에서 국가대표팀 데뷔전을 치렀다.
2020년 1월에 열리는 2020년 AFC U-23 챔피언십에 참여하는 대한민국 U-23 축구 국가대표팀 명단에 포함되었다. 이동경은 이 대회 조별리그 1차전인 중국전과 3차전인 우즈베키스탄과의 경기에 출전했다. 그리고 대회 8강전인 요르단과의 경기에서 후반 추가시간 극적인 끝내기 프리킥 결승골을 만들어내며 한국 대표팀의 4강 진출을 이끌었다. 대회 4강전인 호주와의 경기에서도 후반에 교체 투입해 추가골을 넣으며 팀의 2-0 승리에 일조했고 결승전에서도 정태욱의 득점을 어시스트하면서 팀의 사상 첫 우승에 일조했다.
그 후, 2020년 11월 14일(한국시간) 이집트 카이로의 알살람 스타디움에서 열린 이집트 3개국 친선대회 2차전 경기에서 전반 7분 브라질을 상대로 선제골을 기록했지만 1대3 역전패를 당했다.
2020년 하계 올림픽 축구 국가대표로 선발되어 주전 멤버로 뛰었으나, 대한민국이 8강전에서 멕시코에 패해 탈락하고 말았다.

### 국가대표팀 득점 기록
| # | 경기일     | 경기장소       | 상대팀         | 득점 | 결과 | 비고                                    |
| - | ---------- | -------------- | -------------- | ---- | ---- | --------------------------------------- |
| 1 | 2021/06/09 | 대한민국, 고양 | 스리랑카       | 2-0  | 5-0  | 2022년 FIFA 월드컵 아시아 지역 2차 예선 |
| 2 | 2025/07/07 | 대한민국, 용인 | 중화인민공화국 | 1-0  | 3-0  | 2025년 EAFF E-1 풋볼 챔피언십           |

## 수상

### 팀
- AFC U-23 챔피언십 우승: 2020
- AFC 챔피언스리그 우승 : 2020
- 2. 분데스리가 우승 : 샬케04 (2021-22)
- K리그 우승 1회 (2023)

### 개인
- 7월의 G MOMENT AWARD(게토레이 승리의 순간) : 2020
- AFC U-23 베스트11: 2020
- 도쿄 올림픽 남자축구 베스트11
- K리그 이달의 선수상 : 2021년 10월